# 日韓海底トンネル推進議員連盟
日韓海底トンネル推進議員連盟（にっかんかいていトンネルすいしんぎいんれんめい）は、日本の超党派の議員連盟。

## 概要
2008年3月、国家事業として日韓トンネルを建設することを目指し、自民党の衛藤征士郎、民主党の鳩山由紀夫幹事長、公明党議員、社民党議員ら9人で設立された。設立目的として「対馬海峡にトンネルを通して日韓両国をクルマで結ぼうという大計画であり、膨大な経済効果が望める大プロジェクトである」とうたった。
2011年、「韓国政府が日韓トンネル構想には経済性がないとの考えを示し、国家事業になる可能性が低くなった」との理由から、解散した。
2022年9月29日、衆議院議長の細田博之が、かつて顧問をしていたが辞任した旨を文書で明らかにした。同日、朝日新聞は、細田が日韓トンネル研究会の顧問に就いていたことを報じ、同日、衛藤に取材をすると、衛藤は「細田氏が日韓海底トンネル推進議連に加わっていた事実はない」「九州選出の議員が中心で、細田氏にはそもそも声をかけていない」と説明した。同年10月7日、細田は世界平和統一家庭連合（旧統一教会）との接点について再調査した内容を公表。朝日新聞の報道のとおり、自身が顧問を務めていたのは日韓トンネル研究会だったと訂正した。

## 元メンバー
- 太田誠一（2009年に落選）
- 仲村正治（2009年に引退）
- 中山成彬（2009年に落選）
- 亀井久興（2009年に落選）
- 神崎武法（2010年に議員辞職）
- 重野安正（2012年に引退）
- 鳩山由紀夫（2012年に引退）
- 東順治（2012年に引退）
- 保利耕輔（2014年に引退）
- 高木義明（2017年に引退）
- 保岡興治（2017年に引退）
- 野田毅（2021年に落選）
- 谷川弥一（2024年に議員辞職）
- 衛藤征士郎（元代表・2024年に落選）